# (37161) 2000 WE9
2000 WE9 (asteroide 37161) é um asteroide da cintura principal. Possui uma excentricidade de 0.13744390 e uma inclinação de 12.60209º.
Este asteroide foi descoberto no dia 20 de novembro de 2000 por NEAT em Haleakala.